# Mhlambanyatsi Rovers
Mhlambanyatsi Rovers is een gefuseerde Swazische voetbalclub uit Mhlambanyatsi.
Na degradaties in 2011 en 2015 fuseerde de club in 2016 samen met CNB Football Club tot CNB Rovers.

## Erelijst
Landskampioen
2004
Beker van Swaziland
1995